# 北坑溪 (新竹市)
北坑溪，是臺灣三姓公溪上游的主要支流，位於新竹市香山區東部。北坑溪源出古車路山，匯集源自於茄苳湖山的支流後，至富群社區折向西北，納獅頭山南坡的支流，經內獅、獅頭，至玄奘大學校門口納韮菜坑溪，續流至隘口與南坑合流後，始稱三姓公溪。

## 源頭與支流
北坑溪的源頭是在竹東丘陵八分寮山系中一個海拔100米左右的摩天嶺的一條小溪，距離青草湖約1500米。溪水先流入摩天嶺與石渣崙山附近的低地，再向北流。
2000年代以後，北坑溪河道為茄苳景觀大道所覆蓋，在茄苳高架橋附近匯集源自於茄苳湖山的支流後，至富群社區，河道進入箱涵形成瓶頸，曾多次發生水患。越富群社區，折向西北，納獅頭山南坡的支流，經內獅、獅頭，至玄奘大學校門口納韮菜坑溪，續流至隘口與南坑合流後，始稱三姓公溪。

## 水系主要河川
- 北坑：新竹市東區、香山區
  - 韮菜坑溪：新竹市香山區